# Alemania en los Juegos Paralímpicos de Sochi 2014
Alemania estuvo representada en los Juegos Paralímpicos de Sochi 2014 por un total de 13 deportistas, siete hombres y seis mujeres.

## Medallistas
El equipo paralímpico alemán obtuvo las siguientes medallas:
| Nombre             | Deporte        | Evento                           |
| ------------------ | -------------- | -------------------------------- |
| Oro                |                |                                  |
| Andrea Eskau       | Biatlón        | 6 km sentado femenino            |
| Anja Wicker        | Biatlón        | 10 km sentado femenino           |
| Anna Schaffelhuber | Esquí alpino   | Descenso sentado femenino        |
| Anna Schaffelhuber | Esquí alpino   | Eslalon sentado femenino         |
| Anna Schaffelhuber | Esquí alpino   | Eslalon gigante sentado femenino |
| Anna Schaffelhuber | Esquí alpino   | Supergigante sentado femenino    |
| Anna Schaffelhuber | Esquí alpino   | Supercombinada sentado femenino  |
| Andrea Rothfuss    | Esquí alpino   | Eslalon de pie femenino          |
| Andrea Eskau       | Esquí de fondo | 5 km sentado femenino            |
| Plata              |                |                                  |
| Anja Wicker        | Biatlón        | 12,5 km sentado femenino         |
| Anna-Lena Forster  | Esquí alpino   | Eslalon sentado femenino         |
| Anna-Lena Forster  | Esquí alpino   | Supercombinada sentado femenino  |
| Andrea Rothfuss    | Esquí alpino   | Eslalon gigante de pie femenino  |
| Andrea Rothfuss    | Esquí alpino   | Supercombinada de pie femenino   |
| Bronce             |                |                                  |
| Anna-Lena Forster  | Esquí alpino   | Eslalon gigante sentado femenino |